# 親衛隊大佐

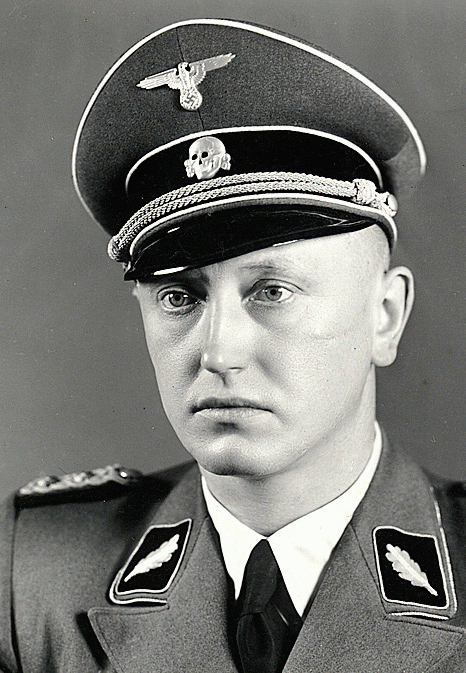
ハンス・ウルリヒ・ゲシュケ親衛隊大佐(当時)

親衛隊大佐（しんえいたいたいさ）は国家社会主義ドイツ労働者党（ナチス党）の親衛隊（SS）の階級「SS-Standartenführer」の訳語の一つである。
「Standartenführer」（シュタンダルテンフューラー、直訳すると連隊旗隊長）は親衛隊（SS）に限らず、突撃隊（SA）、国家社会主義自動車軍団（NSKK）、国家社会主義航空軍団（NSFK）といったナチス党組織に存在した階級である。ドイツ国防軍の大佐（Oberst）に相当する階級であるため、「（SS,SA,NSKK,NSFK）大佐」と訳されることが多い。
米英では訳さず原文を用いるが、敢えて訳す場合には陸軍の階級呼称を利用して SS （もしくはSA,NSKK,NSFK）SS Colonel と訳される。またドイツでも最近の研究書では陸軍の階級呼称を併記している。

## 親衛隊（SS）
親衛隊大佐（SS-Standartenführer）は一般親衛隊と武装親衛隊に存在した階級である。親衛隊中佐（SS-Obersturmbannführer）の上位、親衛隊上級大佐（SS-Oberführer）の下位に位置する。
警察業務にあたる親衛隊大佐は警察大佐（Oberst der Polizei） の階級も併せて持っていることが多い。

### 階級章

襟章

襟章

この階級から上は襟章の形が大きく異なり、左右対称の柏葉となる。

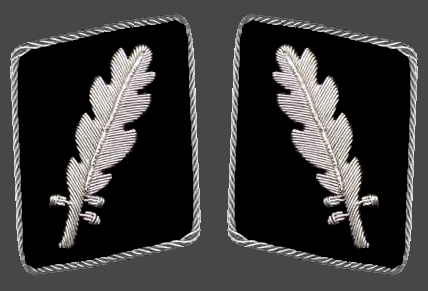
襟章
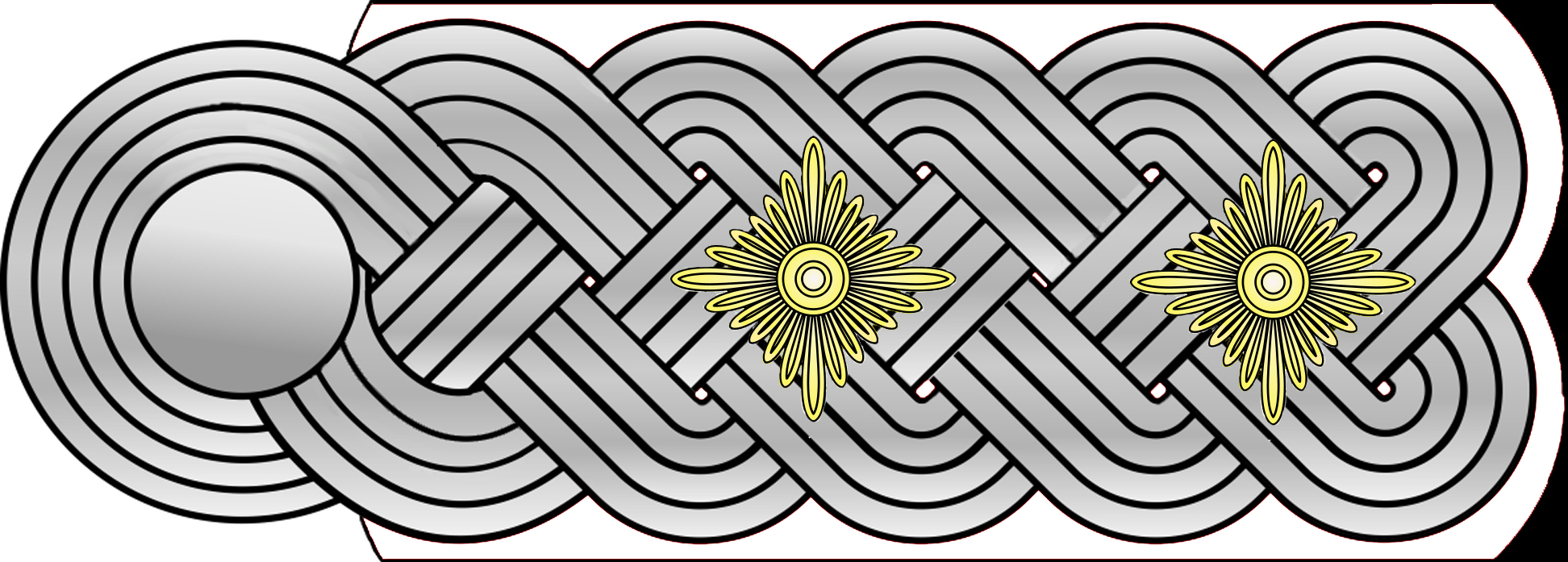
歩兵部隊の肩章
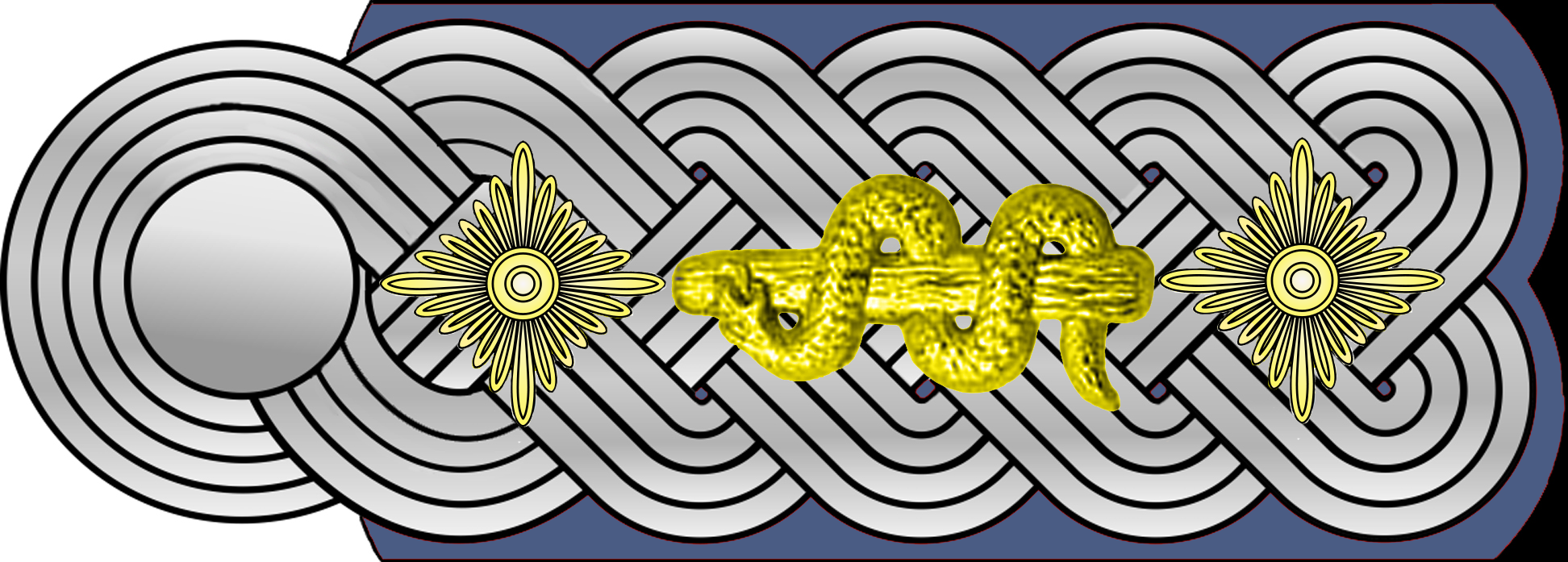
医療部隊の肩章
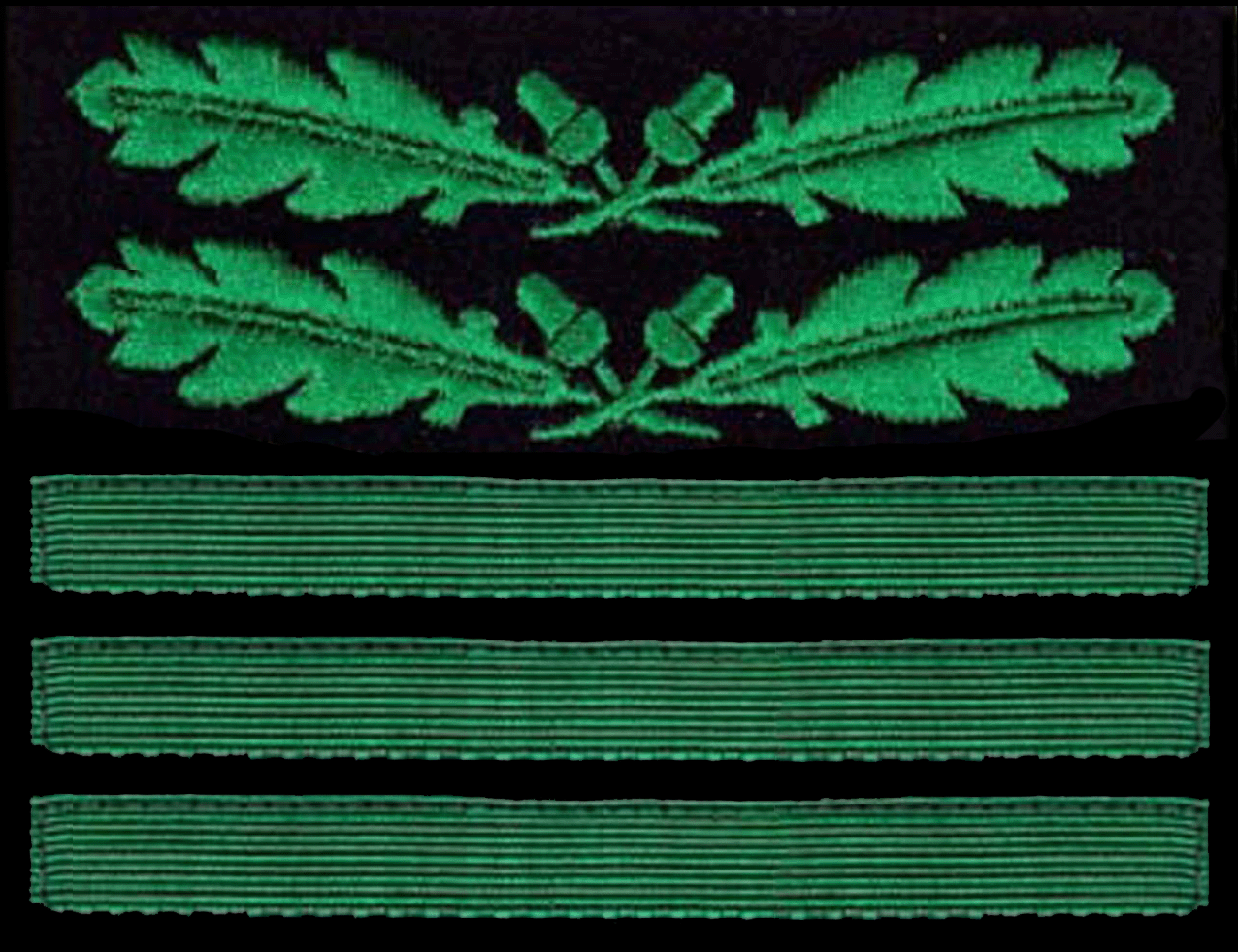
迷彩服の階級章

### 主なSS大佐
- レオポルド・グライム（ゲシュタポ・ユダヤ人課のポーランドにおける責任者。占領下ワルシャワで勤務。戦後エジプトに逃亡。同国の秘密警察組織「国家保安局」の育成にあたる。イスラームに改宗してアリー・アル＝ナシャルと改名した）
- カール・オットー・コッホ（ナチス強制収容所所長。1945年親衛隊内部規則に反する不正で処刑される）
- ヴォルフラム・ジーヴァス（アーネンエルベの事務長。人体実験に関与）
- エルンスト＝ギュンター・シェンク（親衛隊医師。映画『ヒトラー 〜最期の12日間〜』で著名。映画では人道的人物に描かれるが、実際には人体実験などおこなった）
- フランツ・ツィライス（ナチス強制収容所所長。）
- ヨアヒム・パイパー (パイパー戦闘団の指揮官。多大な戦果を挙げた軍人。)
- パウル・ブローベル（アインザッツグルッペン指揮官）
- ヴァルデマール・フェーゲライン（武装親衛隊将校。ヘルマン・フェーゲラインの弟）
- ヨーゼフ・マイジンガー （ワルシャワの虐殺者と渾名される。1941年5月駐日ドイツ大使館付警察武官として来日。リヒャルト・ゾルゲの身辺調査をする。）
- ヨハネス・ミューレンカンプ（第5SS装甲師団「ヴィーキング」の戦車隊司令官。多大な戦果を挙げた軍人。）
- ヴァルター・ラウフ …SD将校。「ガス殺トラック」の考案者。北アフリカにおけるユダヤ人問題の責任者。

## 突撃隊（SA）
突撃隊大佐（SA-Standartenführer）は突撃隊（SA）に存在した階級である。突撃隊中佐（SA-Obersturmbannführer）の上位、突撃隊上級大佐（SA-Oberführer）の下位に位置する階級である。

### 主なSA大佐
- ハンス・フォン・シュプレーティ＝ヴァイルバッハ伯爵（Hans Joachim Graf von Spreti-Weilbach）…突撃隊幹部。「長いナイフの夜」の際に粛清。
- マルティン・ボルマン（ナチ党官房長官。突撃隊における最終階級）
- ハンス・ラウター（後のオランダ親衛隊及び警察高級指導者。突撃隊時代の階級）

## 国家社会主義自動車軍団（NSKK）
国家社会主義自動車軍団大佐（NSKK-Standartenführer）は国家社会主義自動車軍団（NSKK）に存在した階級である。国家社会主義自動車軍団中佐（NSKK-Oberstaffelführer）の上位、国家社会主義自動車軍団上級大佐（NSKK-Oberführer）の下位に位置する階級である。

### 階級章
- 襟章

## 国家社会主義航空軍団（NSFK）
国家社会主義航空軍団大佐（NSFK-Standartenführer）は国家社会主義航空軍団（NSFK）に存在した階級である。国家社会主義航空軍団中佐（NSFK-Obersturmbannführer）の上位、国家社会主義航空軍団上級大佐（NSFK-Oberführer）の下位に位置する階級である。

### 階級章
- 襟章

## フィクションでのSS大佐

### フィクションでのSS大佐
- クラウス・イェーガー（Klaus Jäger）映画『T-34 レジェンド・オブ・ウォー』に登場する戦車部隊司令官。
- エアハルト大佐（Col. Ehrhardt）映画『生きるべきか死ぬべきか（To Be or Not to Be）』、およびそのリメイク映画『メル・ブルックスの大脱走』に登場するワルシャワのゲシュタポ指揮官。
- ルドル・フォン・シュトロハイム 『ジョジョの奇妙な冒険 Part2 戦闘潮流』の登場人物
- ハインドリヒ大佐（Colonel Heindrich）映画『レディ・エージェント 第三帝国を滅ぼした女たち』(fr)に登場する。
- エルンスト・フォーゲル（Ernst Vogel）映画『インディ・ジョーンズ/最後の聖戦』に登場する聖杯を追うナチス親衛隊部隊の指揮官。
- ハンス・ランダ（Hans Landa）映画『イングロリアス・バスターズ』に登場する。異名は「ユダヤ・ハンター」。